# Kane Crichlow
Kane Sinclair Crichlow (ur. 21 sierpnia 2000 w Warwick) – piłkarz z Bermudów grający na pozycji pomocnika w klubie A.O. Episkopi.

## Kariera klubowa

### Watford F.C.
Crichlow zagrał jeden mecz w Watfordzie F.C. Było to spotkanie EFL Cup rozegrane 22 września 2020 przeciwko Newport County A.F.C. (przeg. 3:1).

### A.O. Episkopi
Crichlow przeszedł do A.O. Episkopi 27 lipca 2022. Zadebiutował tam 28 września 2022 w przegranym po rzutach karnych spotkaniu pucharu Grecji przeciwko A.O. Ajos Nikolaos. Pierwszego gola strzelił 5 kwietnia 2023 w meczu z Chania FC (przeg. 3:2).

## Kariera reprezentacyjna
| Mecze i gole w reprezentacji | Mecze i gole w reprezentacji | Mecze i gole w reprezentacji | Mecze i gole w reprezentacji | Mecze i gole w reprezentacji | Mecze i gole w reprezentacji | Mecze i gole w reprezentacji | Mecze i gole w reprezentacji            |
| Bermudy                      | Bermudy                      | Bermudy                      | Bermudy                      | Bermudy                      | Bermudy                      | Bermudy                      | Bermudy                                 |
| Lp.                          | Data                         | Miejsce                      | Gospodarz                    | Gość                         | Wynik                        | Gol                          | Rozgrywki                               |
| ---------------------------- | ---------------------------- | ---------------------------- | ---------------------------- | ---------------------------- | ---------------------------- | ---------------------------- | --------------------------------------- |
| 1.                           | 26.03.2021                   | Orlando                      | Kanada                       | Bermudy                      | 5:1                          | Gol                          | Mistrzostwa Świata 2022 – eliminacje    |
| 2.                           | 31.03.2021                   | Bradenton                    | Bermudy                      | Aruba                        | 5:0                          | Gol · Gol                    | Mistrzostwa Świata 2022 – eliminacje    |
| 3.                           | 03.07.2021                   | Fort Lauderdale              | Bermudy                      | Barbados                     | 8:1                          | Gol                          | Złoty Puchar CONCACAF 2021 – eliminacje |
| 4.                           | 07.07.2021                   | Fort Lauderdale              | Haiti                        | Bermudy                      | 0:2                          |                              | Złoty Puchar CONCACAF 2021 – eliminacje |
| 5.                           | 04.06.2022                   | Devonshire Parish            | Bermudy                      | Haiti                        | 3:1                          |                              | Liga Narodów CONCACAF 2022/2023         |
| 6.                           | 08.09.2023                   | Devonshire Parish            | Bermudy                      | Gujana Francuska             | 0:7                          |                              | Liga Narodów CONCACAF 2023/2024         |
| 7.                           | 12.09.2023                   | Kingstown                    | Saint Vincent i Grenadyny    | Bermudy                      | 0:2                          |                              | Liga Narodów CONCACAF 2023/2024         |
| 8.                           | 14.10.2023                   | Belmopan                     | Belize                       | Bermudy                      | 0:1                          | Gol                          | Liga Narodów CONCACAF 2023/2024         |
| 9.                           | 18.10.2023                   | Devonshire Parish            | Bermudy                      | Belize                       | 1:1                          | Gol                          | Liga Narodów CONCACAF 2023/2024         |